# Équipement de la maison
L'équipement de la maison regroupe, dans la nomenclature commerciale, l'ensemble des produits permettant de fournir à un foyer ses équipements. Il comprend entre autres l'ameublement, l'électroménager, les arts de la table, le linge de maison, les luminaires, les textiles d'ameublement. 
On l'oppose généralement à l'équipement de la personne, qui comporte des produits souvent sortis du foyer par l'utilisateur, notamment les vêtements et les chaussures.